# Вурмат (Селниця-об-Драві)
Вурмат (словен. Vurmat) — поселення в общині Селниця-об-Драві, Подравський регіон‎, Словенія.